# Hydropsalis
Hydropsalis is een geslacht van vogels uit de familie van de nachtzwaluwen (Caprimulgidae). De wetenschappelijke naam van het geslacht is voor het eerst geldig gepubliceerd in 1832 door Wagler.

## Soorten
De volgende soorten zijn bij het geslacht ingedeeld:
- Hydropsalis cayennensis – Witstaartnachtzwaluw
- Hydropsalis climacocerca – Trapstaartnachtzwaluw
- Hydropsalis maculicaudus – Vlekstaartnachtzwaluw
- Hydropsalis torquata – Spiesstaartnachtzwaluw